# بيت عبرة

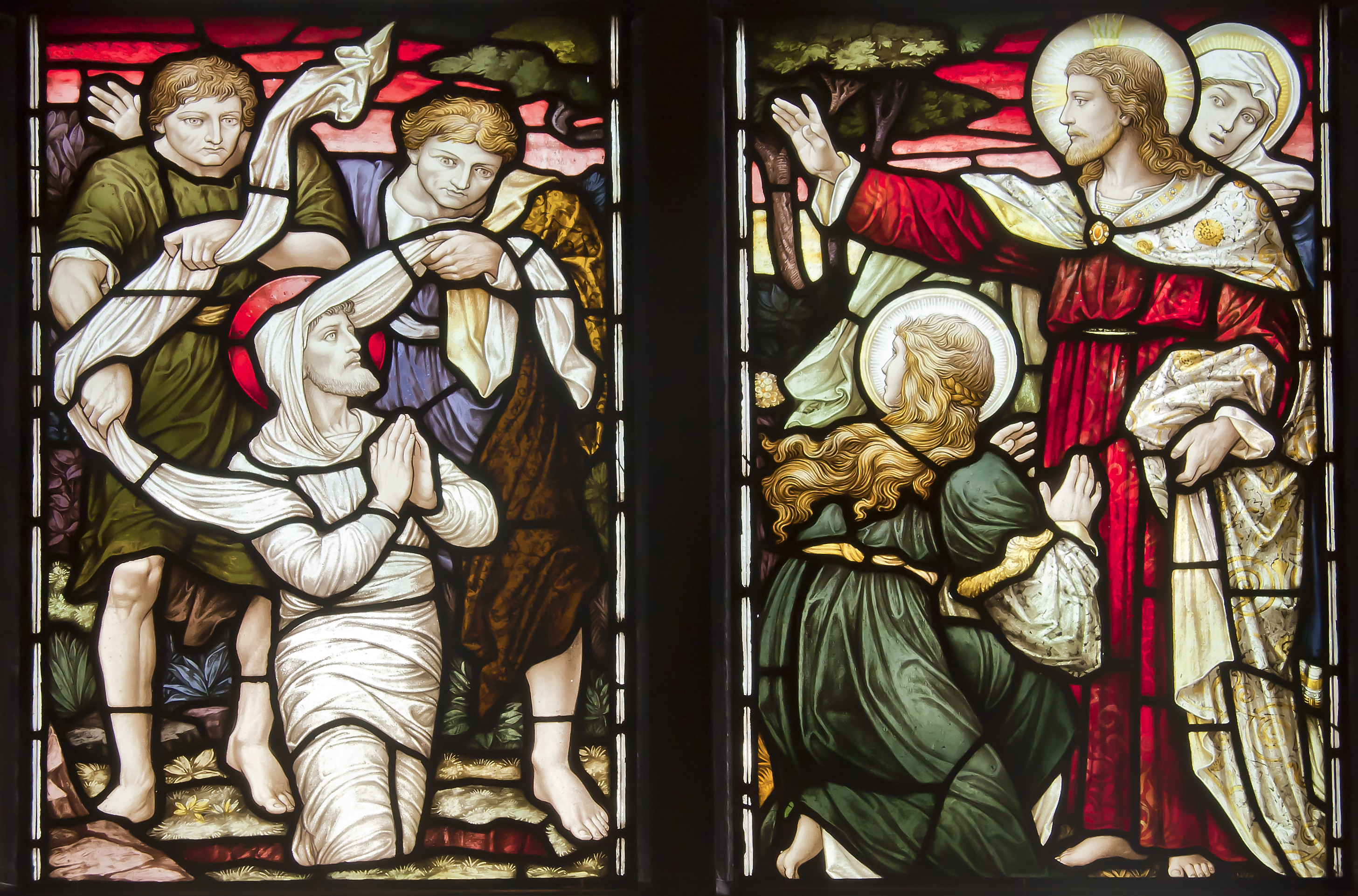
إقامة لعازر

بيت عبرة اسم عبري معناه «بيت المخاضة» أو (بيت العبور) وهو اسم مدينة مذكورة في الكتاب المقدس، كانت مبنية على الشاطئ الشرقي من نهر الأردن وتقع على بعد حوالي 2.5 كم من أورشليم. حيث يظن أنه موضع المخاضة التي عبر فيها العبرانيون النهر أيام يشوع. وفي بيت عبرة هذا كان يعمد يوحنا المعمدان (يو 1: 28)  وقد ورد اسمها في بعض المخطوطات القديمة باسم بيت عنيا أما موضع المخاضة المشار إليها آنفًا مخاضة الحجلة. عاش في هذه المنطقة أصدقاء يسوع، مارثا مريم ولعازر وفي هذه المدينة أقام المسيح لعازر من الموت وقد ذهب في هذه المدينة حين صعد لأروشليم. اليوم تقع مكانها قرية العيزرية التي أخذت اسمها من اليعزر الذي أقامه يسوع.

## أعلام
- مرثا
- سيبيلا من أنجو

## مقالات ذات صلة
- سبت لعازر
- القديس لعارز
- نهر الأردن